# کاترین شکدم
کاترین پرز-شکدم (فرانسوی: Catherine Perez-Shakdam‎؛ زادهٔ ۱۹۸۲) نویسنده، خبرنگار و تحلیلگر سیاسی بریتانیایی-فرانسوی است. تخصص او در زمینهٔ خاورمیانه، اسلام رادیکال و یهودستیزی است. او مشاور سازمان ملل متحد در مورد یمن بوده است.
شکدم به ایران سفر کرد و مطالبی در رسانه‌های ایران از جمله وبگاه سید علی خامنه‌ای منتشر کرد و با ابراهیم رئیسی مصاحبه نمود. نام شکدم پس از آن جنجال آفرین شد که در پایگاه اینترنتی تایمز اسرائیل یادداشتی نوشت و ضمن بازگو کردن تجربه حضور خود در ایران، نسبت به یهودی‌ستیزی و برنامه هسته‌ای ایران هشدار داد. برخی از منابع از او به عنوان عامل نفوذی اسرائیل نام می‌برند. او جاسوس بودن خود را رد کرده است.

## زندگی‌نامه
کاترین پرز-شکدم در یک خانواده یهودی سکولار در فرانسه زاده شد. پدر بزرگ مادری او در سال ۱۹۳۰ با آلمان نازی جنگیده بود و به نیروهای مقاومت فرانسه در آن زمان ملحق شده بود. پدربزرگ پدری او بازمانده هولوکاست و اردوگاه کار اجباری است. او کارشناسی روان‌شناسی و کارشناسی ارشد امور مالی از دانشگاه لندن دارد. او همچنین دارای کارشناسی ارشد در رشته ارتباطات است. وی به سیاست و امور خاورمیانه علاقه داشته و با پنج زبان آشنایی دارد. شکدم در زمانی که در دانشگاه لندن درس می‌خواند با همسر آینده‌اش که مسلمان سنی از شهر صنعا در یمن بود آشنا شد و شش ماه بعد در ۱۸ سالگی با او ازدواج کرد. ثمره این ازدواج دو فرزند است. شکدم در سال ۲۰۱۴ از همسرش جدا شد و سرپرستی فرزندانش را در اختیار گرفت.
شکدم نویسنده کتاب‌های خیزش عربستان تحت پرچم نخستین امام، از مکه تا صحرای کربلا، داستان مقاومت بزرگ: یمن و وهابیون است و مقالاتی برای خبرگزاری‌های گوناگون مانند آرتی، پرس تی‌وی، الجزیره، بی‌بی‌سی، خبرگزاری مهر، خبرگزاری تسنیم، ژورنال فارین پالیسی، دوران، هاف‌پست، مینت پرس، تایمز اسرائیل، آمریکن هرالد تریبون، و اوپن‌دموکراسی نوشته است.
شکدم پیش از آغاز همکاری با محافل داخل ایران، هفت سال مشاور و تحلیلگر مؤسسه امنیتی و ژئو استراتژیک اسرائیلی با نام ویکی استرت بود. بر پایه گزارش دیلی بیست، ویکی استرت که توسط جوئل زامل اسرائیلی-استرالیایی ایجاد شده است در قالب یک مؤسسه ژئواستراتژیک روابط تنگاتنگی با نهادهای امنیتی دارد. مایکل هیدن رئیس پیشین سیا و بسیاری روسای پیشین موساد به عنوان مشاور برای ویکی استرت فعالیت می‌کنند و پل رابط ویکی استرت و این نهادها هستند. بیشتر مشتریان ویکی استرت کشورهای خاورمیانه و روسیه هستند. جوئل زامل دارای شرکتی دیگر به نام گروه سای است که مجله نیویورکر از آن به عنوان موساد خصوصی یاد کرده است. در فهرست خدمات گروه سای ارسال تله جنسی (honeytrap، پرستوی اطلاعاتی) نیز ذکر شده است. جوئل زامل بنیان‌گذار ویکی استرت در زمان انتخابات ایالات متحده آمریکا با دونالد ترامپ جونیور در نیویورک دیدار کرد و به همین دلیل گزارش اداره تحقیقات فدرال (اف‌بی‌آی) در مورد نفوذ روسیه در انتخابات ریاست‌جمهوری ایالات متحده آمریکا (۲۰۱۶) توسط بازرس ویژه رابرت مولر به این دیدار اشاره کرده است.
همچنین شکدم پیش از حضور در ایران به عنوان تحلیلگر شورای امور بین‌الملل روسیه نیز معرفی شده است. از او همچنین در اتاق فکر کیتهون (Katehon) نیز به عنوان تحلیلگر نام برده شده است. بر پایه گزارش وزارت امور خارجه ایالات متحده آمریکا، کیتهون نقش مهمی در ایجاد اخبار جعلی و پروپاگاندای ضد غربی دارد و اعضای آن رابطه مشخصی با دولت روسیه و سیستم اطلاعاتی آن دارند.

## ارتباط با ایران
بر پایه اظهارات شکدم، او پس از ازدواج با یک فرد مسلمان یمنی به اسلام شیعه گروید و به ایران سفر کرد. او بین سال‌های ۱۳۹۴ تا ۱۳۹۷ با خبرگزاری‌های راست‌گرای جمهوری اسلامی از جمله وبگاه انگلیسی پایگاه حفظ و نشر آثار سید علی خامنه‌ای همکاری می‌کرد. بر پایه نسخه انگلیسی وبگاه رسمی سید علی خامنه‌ای که حذف شده، او مدیر بخش پژوهش‌های خاورمیانه در مؤسسه شفقنا در انگلستان بین سال‌های ۱۳۹۴ تا ۱۳۹۶ بوده است.
کاترین شکدم در نوامبر ۲۰۲۱ در مقاله‌ای که در بخش نظرات وبگاه تایمز اسرائیل منتشر کرد نسبت به یهودی‌ستیزی و برنامه هسته‌ای ایران هشدار داد. او نوشت که او هیچگاه مسلمان نشده بوده است. پس از آن کاترین پرز-شکدم به عنوان یک عنصر نفوذی در ایران توسط برخی رسانه‌ها مطرح شد. در اسفند ۱۴۰۰ کانال تلگرام ثلث که به محمود احمدی‌نژاد نزدیک است اقدام به پخش این خبر کرد که بلافاصله پس از پخش این خبر بسیاری خبرگزاری‌های ایرانی اقدام به پاک کردن مقالاتی که شکدم نوشته بود کردند. برخی از رسانه‌ها و اشخاص گوناگون از جمله چهره‌های سپاه هم که قبلاً با شکدم مصاحبه کرده‌بودند برای تبرئه از او دست به کار شدند و رابطه با او را انکار کردند.
شکدم به عنوان یک زن انگلیسی تازه‌مسلمان و شیعه به ایران سفر کرد. او با پرس‌تی‌وی، خبرگزاری تسنیم، مهرنیوز و تهران‌تایمز نیز همکاری داشته و سال ۹۶ با ابراهیم رئیسی مصاحبه کرد. در آذر ۱۴۰۰ در یادداشتی در روزنامه تایمز اسرائیل نوشت که او دیگر مسلمان نیست و در همه این مدت نیت واقعی او نفوذ به ایران و سایر کشورهای اسلامی بوده است. کاترین شکدم در مصاحبه با وبگاه مشرق ادعا کرد که در نخستین سفر خود به ایران موفق شده است با سید علی خامنه‌ای دیدار کند و در این دیدار ردیف‌های اول نشسته است. بر پایه اطلاعات منتشر شده، کاترین پرز که پیش از آن در اتاق‌های فکر وابسته به دولت اسرائیل فعالیت داشته است با ورود به ایران و جلب اعتماد بسیاری از مقام‌های ارشد نظام و سرداران سپاه پاسداران، با دفتر حفظ و نشر آثار رهبر جمهوری اسلامی ایران زیر نظر حمیدرضا مقدم‌فر و کمیل خجسته باقرزاده، برادرزاده همسر علی خامنه‌ای، همکاری نزدیک داشته است. کمیل خجسته باقرزاده، از مسئولان وبگاه رهبری نیز در توییتر، نفوذ پرز-شکدم را «ناموفق» خواند و ادعا کرد که عملیات نفوذ از سوی این وبگاه صورت گرفته نه بالعکس، و آن را «هنر رسانه رهبری» خواند و گفت که پرز-شکدم «نتوانسته اثری بر تحلیل و تصمیم مدیران رسانه انقلاب بگذارد یا از آنها اطلاعات بگیرد.»
پس از انتشار خبر ارتباط کاترین شکدم با مقام‌های امنیتی و عالی‌رتبه در ایران در رسانه‌ها خبرگزاری تسنیم به نقل از یک منبع آگاه قضایی بدون اینکه نامش عنوان شود نوشت «خانم شکدم در ۵ سفر خود به ایران فقط ۱۸ روز در ایران اقامت و حضور داشته است.» همچنین نادر طالب‌زاده در مصاحبه با خبرگزاری ایسکانیوز گفته بود «خانم شکدم آزادانه در ایران زندگی می‌کرد».
حسین نوش‌آبادی عضو کمیسیون امنیت ملی مجلس شورای اسلامی ضمن تأیید ارتباط مقام‌های امنیتی و عالی‌رتبه با کاترین شکدم گفت باید خیلی مراقب باشیم و بپرسیم که این فرد چطوری توانسته به ارکان، مقام‌های امنیتی و عالی‌رتبه نزدیک شود. باید این قضیه مورد پیگیری جدی مسئولان دستگاه امنیتی قرار گیرد.
در زمانی که پرز-شکدم برای وبگاه‌های اسلامی مطلب می‌نوشت بسیاری وبگاه‌های یهودی به نوشتارهای تند او در مورد یهودیان اشاره می‌کردند و خواستار فشار بیشتر بر ایران و کشورهای اسلامی می‌شدند. او در این نوشتارها از حماس تجلیل می‌کرد و مبارزه مسلحانه را تنها راه برخورد با اسرائیل می‌دانست.
پرز-شکدم همچنین در مورد یمن نیز نظر مشابهی داشته است و در نوشتارهای زیادی مبارزه مسلحانه در یمن را ستوده است. اتحادیه ضد افترا که نوشتارهای پرس تی‌وی را در مورد یهودیان و اسرائیل زیر نظر دارد و از آن به خاطر یهودستیزی انتقاد می‌کند بارها به نوشتارهای تند شکدم بدون اشاره به هویت یهودی او اشاره کرده است.

### ارتباط با مقام‌های ایرانی
در اسفند ۱۴۰۰ مطالبی در شبکه‌های اجتماعی منتشر شد که حمیدرضا مقدم‌فر معاون دفتر حفظ و نشر آثار سید علی خامنه‌ای با پرز-شکدم دیدار کرده و از طریق او به نهادها و ارگان‌هایی چون دفتر سید علی خامنه‌ای و خبرگزاری تسنیم مرتبط شده است. خبرگزاری تسنیم با انتشار بیانیه‌ای که روی وبگاه خود منتشر کرد این دیدار را تکذیب و آن را دروغ‌پردازی برخی طرفداران محمود احمدی‌نژاد، رئیس‌جمهور پیشین ایران خواند و از اساس منکر مسولیت حمیدرضا مقدم‌فر در دفتر سیدعلی خامنه‌ای شد.
کاترین شکدم در مصاحبه با اتاق خبر شبکه من و تو مدعی شد که در ایران با حسن روحانی رئیس‌جمهور وقت ایران دیدار کرده است و همچنین با علی لاریجانی رئیس وقت مجلس شورای اسلامی و دختر قاسم سلیمانی دیدار و گفت‌وگو داشته است. او در ادامه می‌گوید در مصاحبه‌ای که با ابراهیم رئیسی داشته است اطرافیان او تصویر واضحی از مناسبات درون قدرت به او ارائه داده‌اند.
در اسفند ۱۴۰۰ مطالبی در شبکه‌های اجتماعی منتشر شد که یدالله جوانی (معاون سیاسی نمایندگی ولی فقیه در سپاه پاسداران) و صد تن از مقامات بلندپایه جمهوری اسلامی با پرز-شکدم رابطه جنسی داشته‌اند. جوانی در مصاحبه‌ای این مطلب را تکذیب کرد.

### مصاحبه با ابراهیم رئیسی
شکدم با ابراهیم رئیسی، رئیس‌جمهور فقید ایران که در آن زمان تولیت وقت آستان قدس رضوی را داشت در سفر تبلیغاتی او به رشت در انتخابات ریاست‌جمهوری ۱۳۹۶ مصاحبه کرد. این مصاحبه از تلویزیون آرتی روسیه (راشا تودی) پخش شد. او گفته است که دیدار توسط یکی از تبلیغاتچی‌های اصلی نظام که در ایالات متحده درس خوانده صورت گرفته است. بعضی رسانه‌ها ادعا کردند که این فرد نادر طالب‌زاده بوده است. نادر طالب‌زاده در مصاحبه‌ای گفت: «کاترین شکدم را من به ایران دعوت نکردم. او میهمان کنفرانس فلسطین و جزو ششصد میهمانی بود که از آنجا دعوت شده بودند و با تأیید سیستم دعوتی آنها و چک و بازرسی آنجا به ایران آمد و ما پیش از این او را نمی‌شناختیم… خانم شکدم نامه‌ای از شبکه روسی آر تی داشت که در آن درخواست کرده بود تا با رئیسی صحبت کند من نیز بر اساس وظیفه و از آنجایی که در تیم حمایت از رئیسی بودم با مشورتی که با دوستان انجام دادم، اجازه گفت‌وگو برای او گرفتم… گفت‌وگوی او با رئیسی در زمان خودش یک گفت‌وگوی خوب بود چرا که بر مبنای این موضوع بود که چرا آقای رئیسی بهترین کاندیدای ریاست جمهوری در آن زمان است». شکدم نیز در مصاحبه با بی‌بی‌سی فارسی گفته است که این فرد نادر طالب‌زاده نبوده است. بعد از فوت نادر طالب زاده شکدم در بلاگ خود در تایمز اسرائیل ادعا کرد که نادر طالب زاده نیز مانند وی از پیشینه یهودی بوده است و هویت یهودی خود را مخفی می‌کرده است.

## مصاحبه با بی‌بی‌سی فارسی
شکدم پس از جنجال ایجاد شده در ایران در مورد حضور وی در ۱۶ اسفند ۱۴۰۰ مصاحبه اختصاصی با بی‌بی‌سی فارسی انجام داد. در این مصاحبه با جمال‌الدین موسوی شکدم برخلاف مطالبی که خود در وبلاگش در تایمز اسرائیل نوشته بود ادعا کرد که جاسوس نبوده و واقعاً به خاطر همسر مسلمان شده بود. پس از این مصاحبه خبرگزاری‌های ایران ادعاهای شکدم را بازنشر کردند.
او در این مصاحبه گفت که مقام‌های ایرانی از اصلیت یهودی او آگاه بودند و او هیچ‌وقت در مورد اصلیت خود دروغ نگفته است اما مقام‌های ایران به اصل و نسب یهودی او اهمیتی نمی‌دادند. او در چندین گفت‌وگو که پیش‌تر در چند رسانهٔ ایران منتشر شده و همچنین در گفت‌وگوی اختصاصی با مرکز جهانی المستبصرین که از این وبگاه حذف شده است از یهودی بودن خود سخنی نگفته و تأکید کرده بود پیش از آن که شیعه شود در خانواده‌ای کاتولیک پرورش یافته است. او همچنین گفت که همسرش مسلمان سنی بوده ولی او در ایران در قالب مسلمان شیعه ظاهر شده است که این امر دلیل اختلاف و جدایی وی بوده است. در ادامهٔ مصاحبه شکدم گفت دولت ایران نه تنها با کشور اسراییل بلکه با یهودیان به صورت کلی دشمن است و قصدش نابودی تمامی یهودیان است. او ادامه داد که هیچ‌گاه به دنبال ارتباط با مقام‌ها و دولت ایران نبوده است. بلکه این دولت و روزنامه‌های ایرانی بودند که به دنبال او بوده‌اند. او در پاسخ به پرسش عنایت فانی دربارهٔ به انتشار نوشته‌هایش در وبگاه علی خامنه‌ای، شکدم گفت که این کار به دعوت دفتر خامنه‌ای انجام شده و افزود برای مقاله‌هایش پولی دریافت نکرده است. بر پایهٔ نظر او ایران به دنبال سلاح هسته‌ای و نابودی مردم اسراییل است و در کنفرانسی که به ایران دعوت شد رهبر ایران گفته است که اسراییل به همراه مردمش باید نابود شود. شکدم در این مصاحبه هدف خود از حضور در ایران را کنجکاوی و کسب اطلاع از نظر مردم و مقامات دربارهٔ اسراییل و یهودی‌ها عنوان کرد.
کاترین شکدم در این مصاحبه شکدم رابطهٔ نزدیک شخصی با مقام‌های ایرانی را رد کرد و مدعی شد که «مقام‌های ایرانی به او اسراری نداده‌اند.» این ادعا در تناقض آشکار با یادداشت او در پایگاه خبری Citizentruth در روز ۱۶ ژانویه ۲۰۲۰، درست چند روز پس از کشته شدن قاسم سلیمانی توسط دولت آمریکا در فرودگاه بغداد در دی ۱۳۹۸ است. شکدم در این یادداشت نوشت: «بیانیه رسمی منتشر شده از سوی دفتر سید علی خامنه‌ای، رهبر جمهوری اسلامی به‌طور اختصاصی در اختیار او قرار گرفته که بر پایه آن بیش از صد سرباز آمریکایی در آخرین حمله ایران علیه منافع نظامی آمریکا کشته شدند.» شکدم که به بی‌بی‌سی فارسی گفته هیچ اسرار و اسنادی از سوی مقامات ایرانی دریافت نکرده، توضیحی نداد که ادعای دسترسی انحصاری به بیانیه دفتر رهبر جمهوری اسلامی را به دروغ مطرح کرده یا اکنون به دلایلی نامشخص دروغ می‌گوید؟
شکدم در این مصاحبه داشتن گذرنامه فرانسوی را عاملی برای آزادی بیشتر در فعالیت‌هایش در ایران اعلام کرد. در صورتی که رسانه‌های ایران بارها ملیت او را بریتانیایی اعلام کرده بودند. یک روز پس از انتشار این مصاحبه، یدالله جوانی ضمن استقبال از گفتگوی بی‌بی‌سی فارسی با شکدم گفت که این مصاحبه «به صورت خواسته یا ناخواسته راه را برای نمایش پرده‌های دیگر این نقشه شیطانی مسدود ساخت». جوانی، ماجرای شکدم را درس عبرتی برای توطئه گران خواند و از سران سه قوه درخواست کرد با مدیریت فضای مجازی جلوی پخش اخبار نادرست را در آینده بگیرند.

## مصاحبه‌های بعدی
شکدم در ۱۸ اسفند ۱۴۰۰ با صدای آمریکا مصاحبه کرد. در این مصاحبه شکدم خود را قربانی دام پروپاگاندای حکومت ایران دانست که او را شستشوی مغزی داده بودند. او گفت وقتی در اطرافت کسانی باشند که فقط پروپاگاندای حماس و حزب‌الله را تکرار می‌کنند تحت تأثیر قرار می‌گیرید. همه چیز از سال ۲۰۱۱ با گرویدن او به اسلام شیعه شروع شد و تا سال ۲۰۱۶ ادامه داشت و به کارکردن برای دفتر رهبر ایران در آن زمان افتخار می‌کرد. شکدم در این مصاحبه رابطه شخصی با مسئولان حکومت ایران را انکار کرد. در مورد همکاری با وبگاه خامنه‌ای شکدم گفت فقط حدود ۵ یا ۶ مقاله برای این وبگاه نوشته و به دلیل ویرایش بیش از حد مقالاتش ادامه نداده است. بر پایه اطلاعات ذخیره شده در آرشیو وب او دست‌کم هجده مقاله اختصاصی برای این وبگاه بین سال‌های ۱۳۹۴ تا ۱۳۹۷ نوشته است که همه آن‌ها پاک شده‌اند.
در مصاحبه اختصاصی شکدم با ایران اینترنشنال که ۲۱ اسفند ۱۴۰۰ چاپ شد شکدم تلویحاً اشاره کرد که مأمور موساد بوده است و جمهوری اسلامی مجبور است جاسوس بودن او را انکار کند چون باعث آبروریزی می‌شود. او همچنین ادعا کرد که اسناد مربوط به کشته شدن ۱۰۰ نظامی را فردی درون بیت رهبر ایران به او داده است ولی مایل نیست نام وی را افشا کند.
اما شکدم در مصاحبه با روزنامه اسرائیلی تایمز اسرائیل که در روز ۲۲ اسفند ۱۴۰۰ چاپ شد دوباره ادعا کرد که جاسوس موساد نیست و توسط نیروهای دولت ایران اغفال شده است. او گفت آنها از یهودیان متنفر هستند و مشکل‌شان با یهودی بودن من است. او برخلاف نوشته خود در بلاگش و مصاحبه‌های قبلی خود گفت که واقعاً به اسلام شیعه گرویده بوده است و دخترش او را دوباره یهودی کرده است. او ادامه داد که دختر ۱۷ ساله‌اش (که از پدری مسلمان به دنیا آمده) یهودی و طرفدار اسرائیل است و پس از بحث و گفتگوی زیاد با دخترش به این نتیجه رسیده است که به یهودیت بازگردد. او همچنین برخلاف ادعای قبلی خود گفت که یهودی بودنش را از ترس جانش در ایران همیشه مخفی کرده است.
شکدم در تاریخ ۲ فروردین ۱۴۰۱ با عنایت فانی در برنامه به عبارت دیگر شبکه بی‌بی‌سی فارسی مصاحبه کرد. او در این مصاحبه گفت که با رهبر ایران علی خامنه‌ای از نزدیک ملاقات کرده است و با او در یک اتاق بوده است. او گفت جاسوس نیست ولی جاسوسی برای اسرائیل را افتخاری بزرگ می‌داند. او ادامه داد که اسرائیل قویترین سیستم اطلاعاتی جهان را در اختیار دارد و نه تنها مأموران اطلاعاتی ساواک در زمان شاه بلکه مأموران کنونی مورد استفاده جمهوری اسلامی را نیز در زمان شاه تربیت کرده است. او اعلام کرد که چون فارسی بلد نیست کاندیدای مناسبی برای جاسوسی نبوده است. شکدم گفت که در ایران پیشنهاد رابطه جنسی از طرف مسئولان مذهبی و مقامهای سیاسی به او زیاد داده شده اما او جواب رد داده است. او گفت که ممکن است فیلم‌ها و اسنادی داشته باشد و حق خود می‌داند که هر زمان که لازم ببیند آنها را منتشر کند. عنایت فانی از شکدم انتقاد کرد که مردم ایران را یهودستیز خوانده است اما شکدم گفت در ایران متوجه شده است که نه تنها دولت‌مردان بلکه مردم عادی سکولار و دانشگاه رفته نیز یهودستیز هستند و یهودستیزی در ایران سیستماتیک و در تمامی اقشار جامعه است.

## انتقادها از نحوه برخورد با مسئله شکدم
فؤاد صادقی کارشناس مسائل امنیتی، که خود قبلاً به دلیل گزارش در مورد نفوذ موساد در ایران بازداشت شده بود پس از پخش مصاحبه بی‌بی‌سی فارسی در مقاله‌ای که در بعضی رسانه‌های داخلی چاپ شد نوشت که مشخص است که خانم شکدم مأمور موساد بوده است و خود موساد مصاحبه با بی‌بی‌سی فارسی را طراحی کرده است. او در این مقاله نوشت: «نخستین راه مواجهه با پروژه‌های نفوذ کتمان و انکار موضوع توسط دستگاه‌های مسئول بوده است» و این به دلیل ضعف گسترده در سیستم امنیتی ایران است. او از اینکه هیچ ارگان اطلاعاتی نسبت به این رخداد حساس نشد و با هیچ فردی برخورد نشده به شدت انتقاد کرد و نوشت که در بسیاری مسائل به دلیل ضعف و عدم توانایی در پیدا کردن مقصرین واقعی، افرادی ضعیف با تهدید و ارعاب به عنوان مقصر معرفی می‌شوند که واقعاً نقشی نداشتند. او ادامه داد که مصاحبه شکدم با بی‌بی‌سی فقط به سود افرادی بود که با او رابطه داشتند و خانم شکدم اعلام کرد که قصد ندارد هویت این افراد را افشاء کند. او از رسانه‌های راست‌گرا که قبلاً نظر بی‌بی‌سی فارسی را استکبار جهانی می‌دانستند و اکنون به آن استناد می‌کنند به شدت انتقاد کرد.
بر پایه نظر صادقی ده‌ها نفر مانند الی کوهن جاسوس موساد که سال‌ها وانمود می‌کرد مسلمان دوآتشه است در کشور در پست‌های حساس حضور دارند. او از اینکه به جای برخورد با این افراد با منتقدان وضع فعلی و خبرنگاران برخورد می‌شود به شدت انتقاد کرد.